# Ексохи (Солун)
Ексохи (грч. Εξοχή) је насељено место у општини Капуџилар-Хортач у периферији Средишња Македонија, Грчка. Према попису из 2021. године било је 1.265 становника.
Насеље је подигнуто после Првог светског рата као санаторијум за оболеле од туберкулозе, и постепено је добило изглед излетничког и туристичког насеља. Касније је постало стално насеље. На попису из 1940. године имало је 1.048 становника. До 1953. године насеље се звало Санаторион.